# Lac Saint-Thomas
Lac Saint-Thomas är en sjö i Kanada.   Den ligger i regionen Mauricie och provinsen Québec, i den sydöstra delen av landet, 280 km nordost om huvudstaden Ottawa. Lac Saint-Thomas ligger 302 meter över havet. Arean är 4,6 kvadratkilometer. Den sträcker sig 3,6 kilometer i nord-sydlig riktning, och 3,3 kilometer i öst-västlig riktning.
I omgivningarna runt Lac Saint-Thomas växer i huvudsak blandskog. Runt Lac Saint-Thomas är det mycket glesbefolkat, med 3 invånare per kvadratkilometer.